# زهور حزمية
الملانطيونية أو الزهور الحزمية (الاسم العلمي:Melanthiaceae) هي فصيلة من نباتات العشبية المعمرة المُزهرة تتبع رتبة الزنبقيات من طائفة الزنبقانية. موطنها نصف الكرة الشمالي.

## التصنيف
- القبيلة الملانطيوناوية
  - جنس الملانطيون
  - جنس الأسقورديون السام
- قبيلة زخرفات الثلج
  - جنس زخرفة الثلج
  - جنس زنبق الأرض
- القبيلة الهلونياساوية
  - جنس الهلونياس